# アウグスト・コップ (ホッケー選手)
アウグスト・コップ（August Kop 1904年5月5日 - 1945年4月30日）は、オランダのフィールドホッケーホッケー選手。
1928年アムステルダムオリンピックで4試合にフォワードとして出場し銀メダルを獲得した。
1945年にスマトラ島にある日本軍の捕虜収容所で亡くなった。